# Unione Sportiva Civitanovese 1980-1981
Questa voce raccoglie le informazioni riguardanti l'Unione Sportiva Civitanovese nelle competizioni ufficiali della stagione 1980-1981.

## Rosa
| N. |                   | Ruolo | Calciatore             |
| -- | ----------------- | ----- | ---------------------- |
|    | Italia (bandiera) | C     | Luciano Aristei        |
|    | Italia (bandiera) | P     | Fabio Brini            |
|    | Italia (bandiera) | D     | Gina Maria Cappelletti |
|    | Italia (bandiera) | D     | Giorgio Carrer         |
|    | Italia (bandiera) | D     | Giuliano Castoldi      |
|    | Italia (bandiera) | A     | Riccardo Di Giulio     |
|    | Italia (bandiera) | C     | Francesco Ilari        |
|    | Italia (bandiera) | C     | Osvaldo Jaconi         |
|    | Italia (bandiera) | D     | Lorenzo Julitti        |
|    | Italia (bandiera) |       | Monachesi              |
|    | Italia (bandiera) | A     | Michele Morra (I)      |

| N. |                   | Ruolo | Calciatore          |
| -- | ----------------- | ----- | ------------------- |
|    | Italia (bandiera) | P     | Giuseppe Ottavi     |
|    | Italia (bandiera) | A     | Piero Parisella     |
|    | Italia (bandiera) | A     | Daniele Pedrini     |
|    | Italia (bandiera) | A     | Luigi Quaresima     |
|    | Italia (bandiera) | C     | Enrico Rubicondi    |
|    | Italia (bandiera) | C     | Pietro Scolamacchia |
|    | Italia (bandiera) | A     | Luigi Scoppa        |
|    | Italia (bandiera) | D     | Ilario Silvestri    |
|    | Italia (bandiera) | D     | Roberto Tamburella  |
|    | Italia (bandiera) | A     | Giovanni Zagati     |
|    | Italia (bandiera) | C     | Tiziano Zorzetto    |